# Ляндан
Лянда́н (кит. упр. 两当, пиньинь Liǎngdāng) — уезд городского округа Луннань провинции Ганьсу (КНР).

## История
При империи Северная Вэй в 474 году был создан округ Гудао (固道郡), в котором были уезды Ляндан и Гуанхуа. При империи Северная Чжоу в 561 году был создан округ Ляндан (两当郡), в который вошли уезды Ляндан и Лянцюань.
При империи Суй в 582 году округ Ляндан был расформирован, и уезды Ляндан и Лянцюань стали подчиняться напрямую властям области Фэнчжоу. После монгольского завоевания область Фэнчжоу была в 1264 году переименована в Хуэйчжоу (徽州). С 1270 года в составе области остался лишь один уезд — Ляндан.
При империи Цин в 1729 году уезд Ляндан был выведен из состава области Фэнчжоу.
В 1949 году был образован Специальный район Тяньшуй (天水专区), и уезд вошёл в его состав. В 1958 году уезды Чэнсянь, Хуэйсянь и Ляндан были объединены в уезд Хуэйчэн (徽成县).
В 1961 году три уезда были восстановлены. В 1968 году Специальный район Тяньшуй был переименован в Округ Тяньшуй (天水地区). В 1985 году уезд Ляндан был передан в состав округа Луннань (陇南地区).
В 2004 году был расформирован округ Луннань и образован городской округ Луннань.

## Административное деление
Уезд делится на 3 посёлка и 9 волостей.